# Heather Nauert
Heather Ann Nauert (Rockford, Illinois, 27 de enero de 1970) es una periodista y presentadora de noticias estadounidense, que se desempeñó como portavoz del Departamento de Estado de los Estados Unidos desde 2017 hasta 2019.

## Biografía

### Primeros años y educación
Su padre, Peter Nauert, era un ejecutivo en la industria de seguros.
Asistió a la escuela preparatoria en Rockford, Illinois, y en Chestnut Hill, Massachusetts, y luego ingresó a la Universidad Estatal de Arizona. Después de realizar una pasantía en un programa de videos de música country en Washington D. C., se quedó allí para terminar sus estudios, obteniendo su título de grado en comunicaciones en el colegio para mujeres Mount Vernon (ahora parte de la Universidad George Washington). Realizó una maestría en periodismo en la Universidad de Columbia.

### Carrera periodística
En 1996, fue reportera del programa semanal de negocios First Business. Trabajó para Fox News desde 1998 hasta 2005, primero como contribuyente durante tres años y luego como corresponsal durante cuatro años. Durante su tiempo como corresponsal, contribuyó regularmente a The Big Story.
De 2005 a 2007, ocupó cargos en varios medios, entre ellos ABC News como corresponsal, donde contribuyó a ABC World News Tonight, Good Morning America y Nightline. Mientras trabajaba en ABC, fue nominada a un premio Emmy por su trabajo en la serie especial 13 Around the World.
En 2007, regresó a Fox News como presentadora junto a John Gibson en The Big Story, hasta el 2008.
También fue copresentadora de los informativos Good Day Early Call y Good Day New York Wake Up junto a Steve Lacy, de lunes a viernes por la mañana en la estación WNYW de Fox Broadcasting Company en la ciudad de Nueva York. En octubre de 2012, dejó Good Day Wake Up y se convirtió en presentadora de noticias de Fox & Friends.

### Departamento de Estado
El 24 de abril de 2017, la Administración Trump anunció que Nauert sería la nueva portavoz del Departamento de Estado de los Estados Unidos. Realizó su primera rueda de prensa el 6 de junio de 2017. Tras el despido de Steve Goldstein el 13 de marzo de 2018, fue nombrada subsecretaria de Estado para la Diplomacia Pública y Asuntos Públicos, ocupando el cargo de forma interina.
En abril de 2018, expresó su apoyo a la intervención dirigida por Arabia Saudita en Yemen. También condenó «la influencia maligna de Irán» en Yemen. En mayo de 2018, dijo en respuesta a las protestas en la frontera de la Franja de Gaza: «Nos oponemos a las acciones contra Israel en la Corte Penal Internacional (...) porque no ayuda a la causa de la paz».
El 7 de diciembre de 2018, el presidente Donald Trump anunció que la nominaría para suceder a Nikki Haley como embajadora de los Estados Unidos ante las Naciones Unidas. La nominación debía ser aprobada por el Senado estadounidense. A pesar del anuncio de Trump, Nauert nunca fue nominada formalmente. El 16 de febrero de 2019, ella retiró su nominación.